# Марченко, Анатолий Тихонович
Анато́лий Ти́хонович Ма́рченко (23 января 1938, Барабинск, Новосибирская область — 8 декабря 1986, Чистополь, Татарская АССР) — советский писатель, правозащитник, диссидент и политзаключённый.

## Биография
Родился 23 января 1938 года в городе Барабинске Новосибирской области в семье помощника машиниста, железнодорожника, Тихона Акимовича Марченко и Елены Васильевны Марченко. После окончания 8 классов уехал по комсомольской путёвке на строительство Новосибирской ГЭС. Получил специальность сменного бурового мастера. В дальнейшем работал на новостройках сибирских ГЭС, на рудниках и в геологоразведке в Томской области и на Карагандинской ГРЭС-1.
В 1958 году, после массовой драки в рабочем общежитии между местными рабочими и депортированными чеченцами, в которой не участвовал, был арестован и приговорён к двум годам заключения в Карагандинском исправительно-трудовом лагере (Карлаг). После годичной отсидки из лагеря бежал, ещё около года скрывался и жил без документов и постоянной работы. 29 октября 1960 года Анатолий попытался перейти советско-иранскую границу, но был задержан и посажен в следственную тюрьму Ашхабадского КГБ. 3 марта 1961 года Верховный Суд Туркменской ССР приговорил Анатолия Марченко к шести годам лагерей по статье за измену Родине.
После освобождения, в ноябре 1966 года, Марченко поселился в Александрове Владимирской области и работал грузчиком. Лагерное знакомство с писателем Юлием Даниэлем ввело его в круг московской инакомыслящей интеллигенции.
В 1967 году написал книгу «Мои показания», в которой рассказал о советских политических лагерях и тюрьмах 1960-х годов. По словам Александра Даниэля, «Мои показания» широко распространились в самиздате уже в 1967 году. После передачи за рубеж книга была переведена на многие европейские языки и стала первым развёрнутым мемуарным свидетельством о жизни советских политзаключённых после смерти Сталина.
После того, как были напечатаны «Мои показания», Марченко сделался известным в самиздате публицистом и начал участвовать в правозащитном движении. 22 июля 1968 года он выступил с открытым письмом об угрозе советского вторжения в Чехословакию, адресованным советской и иностранной прессе. Через несколько дней Марченко арестовали и по обвинению в нарушении паспортного режима 21 августа 1968 года приговорили к году заключения. Своё кратковременное пребывание на свободе и жизнь в Ныробском лагере Анатолий Тихонович позднее описал в автобиографии «Живи как все». Через год, однако, ему было предъявлено обвинение по статье 190-1 УК («распространение клеветнических измышлений, порочащих советский общественный и государственный строй»), связанное с книгой «Мои показания». Это обвинение повлекло за собой осуждение ещё на два года лагерей. К моменту вынесения приговора Марченко уже был достаточно известным диссидентом.
После освобождения в 1971 году Марченко поселился в Тарусе, женился на Ларисе Богораз и продолжил правозащитную и публицистическую деятельность. С момента выхода на свободу власти принуждали Марченко к эмиграции, в случае отказа угрожая новым арестом.
После отказа от эмиграции преследования со стороны властей продолжились — он был в пятый раз осуждён, на этот раз по статье 198-2 УК РСФСР, «Злостное нарушение правил административного надзора», и приговорён к 4 годам ссылки, которую отбывал в Чуне, в Восточной Сибири, вместе с женой и ребёнком. Во время этой ссылки Марченко стал членом Московской хельсинкской группы и подписал обращение в Президиум Верховного Совета СССР с призывом к всеобщей политической амнистии в СССР. Освободился Анатолий Марченко в 1978 году.
В сентябре 1981 года был осуждён в шестой раз по ст. 70 УК РСФСР («антисоветская агитация и пропаганда»). Приговорён к 10 годам в колонии строгого режима и 5 годам ссылки.
4 августа 1986 года объявил голодовку с требованием освободить всех политзаключённых в СССР. С 12 сентября 1986 года его каждый день, кроме воскресенья, насильственно кормили, из-за чего Марченко обращался с письмом к Генеральному прокурору СССР, обвиняя медицинских работников Чистопольской тюрьмы в применении пыток.

Питательная смесь приготавливается умышленно с крупными кусочками-комочками из пищевых продуктов, которые не проходят через шланг, а застревают в нём и, забивая его, не пропускают питательную смесь в желудок. Под видом прочистки шланга мне устраивают пытки, массажируя и дёргая шланг, не вынимая его из моего желудка.
…
Как правило, всю эту процедуру проделывает один медработник. Он поэтому не в состоянии при заливке смеси размешивать её, так как у него уже заняты обе руки: одной он держит шланг, а другой он заливает в неё из миски смесь. Повторяю, что в данном случае под видом гуманного акта советские власти в лице медчасти тюрьмы подвергают меня физическим пыткам с целью принудить прекратить голодовку.
Голодовку Марченко держал 117 дней. Через несколько дней после выхода из голодовки он почувствовал себя плохо и был из тюрьмы направлен в местную больницу.
8 декабря 1986 года, в 23 часа 50 минут, на 49-м году жизни скончался в больнице Чистопольского часового завода.

## Награды
В 1988 году Европейский парламент наградил Анатолия Марченко (наряду с Нельсоном Манделой) премией им. А. Сахарова посмертно. Это было первое награждение премией Сахарова, состоявшееся ещё при жизни самого Андрея Дмитриевича.

## Память
Похоронен в могиле № 646 в городе Чистополе. При захоронении присутствовали родственники. Позднее был перезахоронен на другом кладбище города Чистополь.
Смерть Марченко имела широкий резонанс в диссидентской среде СССР и в зарубежной прессе. По одной из распространённых версий, его смерть и реакция на неё подтолкнули Михаила Горбачёва начать процесс освобождения заключённых, осуждённых по «политическим» статьям.
- Постановлением Кабинета Министров Республики Татарстан от 23.07.1997 № 599, могила Марченко Анатолия Тихоновича включена в список объектов культурного наследия регионального значения.[11]
- В феврале 2018 года в центральной библиотеке Барабинска прошла встреча, посвящённая 80-летию Анатолия Марченко. Среди предложений участников — установить памятник А. Т. Марченко, назвать его именем одну из улиц города, а также установить табличку на доме, где проживала его семья[12].

## Публикации
- Мои показания. — Париж: La Presse Libre, 1969. — 369 с.
  - My testimony / Anatoly Marchenko; Transl. by Michael Scammell. — London: Pall Mall press, 1969. — XIX, 415 с.
  - Mitt vittnesbörd / Anatolij Martjenko; Övers. från ryska av Sven Vallmark. — Stockholm: Norstedt, [1970]. — 304, [1] с.
  - Мои показания. — М.: Московский рабочий, 1991. — 268 с. — (Фонд правды: Документы. Свидетельства. Исследования).
- От Тарусы до Чуны: С приложением документов о суде над Марченко. — Нью-Йорк: Хроника, 1976. — 124 с.
  - From Tarusa to Chuna / Anatoly Marchenko — New York: Khronika press, 1976. — 129 с.
  - От Тарусы до Чуны / вступ. заметка и публ. Л. Богораз // Юность. — 1990. — № 2. — С. 62—69.
- Живи как все / подгот. к печати: Л. Алексеева, Л. Сильницкая, Ф. Сильницкий; предисл. Л. Керкленда и А. Д. Сахарова; послесл. Л. И. Богораз — Нью-Йорк: Проблемы Восточной Европы, 1987. — 218 с.
- «…Долг нашей человеческой совести» / публ. и предисл. Л. Богораз // Горизонт. — 1989. — № 7. — С. 29—37.
- Живи как все : Мои показания; От Тарусы до Чуны; Живи как все / сост. Л. И. Богораз; предисл. Ю. Я. Герчука. — М.: Весть, ВИМО, 1993. — 448 с. : 1 л. портр. — (История инакомыслия).